# Évora de Alcobaça
Évora de Alcobaça is een plaats (freguesia) in de Portugese gemeente Alcobaça en telt 4 788 inwoners (2001).